# Bánréve vasútállomás
Bánréve vasútállomás egy Borsod-Abaúj-Zemplén vármegyei vasútállomás, Bánréve településen, a MÁV üzemeltetésében. Közúti megközelítését a 25-ös főútból, annak a 81+500-as kilométerszelvényénél nyugat felé kiágazó, mintegy 400 méter hosszú 26 301-es út (települési nevén Szabadság utca) biztosítja.

## Vasútvonalak
Az állomást az alábbi vasútvonalak érintik:
- Miskolc–Bánréve–Ózd-vasútvonal

## Kapcsolódó állomások
A vasútállomáshoz az alábbi állomások vannak a legközelebb:
- Pogonyipuszta megállóhely (Miskolc–Bánréve–Ózd-vasútvonal)
- Bánrévei Vízmű megállóhely (Miskolc–Bánréve–Ózd-vasútvonal)
- Sajólénártfalva vasútállomás (Zólyom–Kassa-vasútvonal)

## Megközelítés tömegközlekedéssel
Az állomás 450 méterre érhető el a buszmegállótól.
- Távolsági busz:  1369, 1384, 1410, 1411
- Helyközi busz:  3770, 3773, 4104, 4140, 4145

## Forgalom
| Járat        | Útvonal | Gyakoriság   |
| ------------ | --- | ------------ |
| személyvonat | Miskolc-Tiszai – Miskolc-Gömöri – Sajóecseg – Sajószentpéter – Kazincbarcika alsó – Kazincbarcika – Sajókaza – Vadna – Dubicsány – Putnok – Pogonyipuszta – Bánréve – Bánrévei Vízmű – Ózd alsó – Ózd | Napi 2 pár   |
| személyvonat | Miskolc-Tiszai – Miskolc-Gömöri – Sajókeresztúr – Sajóecseg – Sajószentpéter – Kazincbarcika alsó – Kazincbarcika – Putnok – Bánréve – Ózd alsó – Ózd                                                 | 1-2 óránként |